# 2025年シックス・ネイションズ・チャンピオンシップ
2025年シックス・ネーションズ・チャンピオンシップ（2025 Six Nations Championship）は、 2025年1月31日から3月15日まで開催のラグビーユニオン「シックス・ネーションズ・チャンピオンシップ」男子大会である。主催はシックス・ネーションズ・ラグビー。スポンサー名「ギネス」を冠してギネス男子シックスネーションズ（Guinness Men's Six Nations）、「M6N」ともいう。イングランド、フランス、アイルランド、イタリア、スコットランド、ウェールズの男子代表チームが参加する。

## 概要
この大会は、ホーム・ネーションズ、ファイブ・ネーションズ時代を含め、通算131回目となる。2000年にシックス・ネイションズに拡大されてからは、26回目となる。
- 2025年から大会ロゴを刷新。男子はオレンジ色で「M6N」、女子は紫色で「W6N」、U20は黄色で「U6N」をシンボルビジュアルとする[4]。
- 第2節と第3節の間、第3節と第4節の間は、2週間あく。他は1週ずつ実施する[5]。
- アイルランドは、2023年・2024年と連覇し[6]、この大会に臨む。ヘッドコーチであるアンディ・ファレルは、2025年にブリティッシュ・アンド・アイリッシュ・ライオンズのヘッドコーチとしてオーストラリア遠征を行うため、サイモン・イースタービーが暫定ヘッドコーチを務める[7][8]。
- 前年フランスのホームグラウンドは、2024年パリオリンピックのため異なる会場で実施されたが、この大会では例年どおりサン＝ドニのスタッド・ド・フランスで行われる。
- イギリス国内での中継放送では、イングランド代表の5試合のうちウェールズ戦以外の4試合をITVが担当し、そのコメンテーターにエディー・ジョーンズ日本代表ヘッドコーチが務める[9]。

## ルールやシステムの変更点
ルールやシステムについて、前回大会との大きな違いは以下の通り。前回大会で導入された「スマートマウスガード（iMG）」は引き続き用いられる。
- タッチファインダー（Touchfinder） - キックしたボールがタッチラインを超えたか否かを、ピッチ上に配置されたビーコンが正確に測定し、おもに副審の補助とするシステム[11]。ワールドラグビーU20チャンピオンシップ2023から主要大会で導入された、ボールの正確な位置を1秒間に最大20回特定しフィードバックする「スマートボール」のシステム[12]を進化させた。
- オンマイク（on mic） - レフリーに付けたマイクからの音声を、テレビ中継だけでなく試合会場内にも流し、レフリーによる決定過程を観客にも伝える[11]。2024年秋のオータム・ネーションズシリーズでも導入された。
- 20分レッドカードとフルレッドカードの選択肢 - テクニカルな違反について、国際的に試験的実施中の20分レッドカードのルールを継続。故意かつ危険な違反に対するフルレッドカードと対比して、レフリング選択を行う[11]。
- ピッチクロックの短縮 - コンバージョンキックは60秒以内、スクラムとラインアウトの形成は30秒以内[13]。
- 9番の保護 - ラック、モール、スクラムにおいて、9番の動作を邪魔しない[13]。
- TMO権限の追加 - トライ前のノックフォワード・フォワードパス・インタッチの有無や、トライ前の2フェーズでのオフサイド・モール妨害・タックル完了の有無に関して、違反を特定する権限がTMOに与えられる[13]。

## 参加チーム
| チーム         | 世界ランキング | 世界ランキング | ホーム                                             | ホーム   | ホーム       | ヘッドコーチ                                                  | キャプテン                      |
| チーム         | 大会前         | 大会後         | スタジアム                                         | 収容人数 | 都市         | ヘッドコーチ                                                  | キャプテン                      |
| -------------- | -------------- | -------------- | -------------------------------------------------- | -------- | ------------ | ------------------------------------------------------------- | ------------------------------- |
| アイルランド   | 2位            | 3位            | アビバ・スタジアム                                 | 51,700   | ダブリン     | サイモン・イースタービー                                      | ケーラン・ドリス                |
| フランス       | 4位            | 4位            | スタッド・ド・フランス                             | 81,338   | サン＝ドニ   | ファビアン・ガルティエ                                        | アントワーヌ・デュポン          |
| スコットランド | 6位            | 7位            | スコティッシュ・ガス・マレーフィールド・スタジアム | 67,144   | エディンバラ | グレガー・タウンゼンド                                        | ロリー・ダージ フィン・ラッセル |
| イングランド   | 7位            | 6位            | アリアンツ・スタジアム                             | 82,000   | ロンドン     | スティーブ・ボーズウィック                                    | マロ・イトジェ                  |
| イタリア       | 10位           | 10位           | スタディオ・オリンピコ・ディ・ローマ               | 73,261   | ローマ       | ゴンサロ・ケサダ                                              | ミケーレ・ラマロ                |
| ウェールズ     | 11位           | 12位           | プリンシパリティ・スタジアム                       | 73,931   | カーディフ   | (2節まで)ウォーレン・ガットランド (3節から)マット・シェラット | ジャック・モーガン              |

- アイルランドHCアンディ・ファレルは、ブリティッシュ・アンド・アイリッシュ・ライオンズのHCとして2025年オーストラリア遠征を行うため、サイモン・イースタービーが暫定HCを務める[7][8]。
- スコットランドのキャプテン シオネ・トゥイプロトゥは、1月に負傷のため、代わりに2名が共同キャプテンとなった[15][16]。
- 第2節終了後の2月11日、ウェールズHCのウォーレン・ガットランドは退任を発表した[14]。

## スコッド
出場選手リストの詳細は「2025年シックス・ネイションズ・チャンピオンシップ スコッド」を参照。

## プレーヤー・オブ・ザ・チャンピオンシップ
最優秀選手「プレーヤー・オブ・ザ・チャンピオンシップ（2025 Guinness Men’s Six Nations Player of the Championship）」は、大会終了後に4人の候補者が発表された後、ファン投票を経て、2025年4月1日に発表された。
候補者
- トンマーゾ・メノンチェッロ（CTB、イタリア）
- トミー・フリーマン（CTB、イングランド）
- ルイ・ビエル＝ビアレ（WTB、フランス）
- ブレア・キングホーン（FB、スコットランド）

プレーヤー・オブ・ザ・チャンピオンシップ
- ルイ・ビエル＝ビアレ（WTB、フランス）：21歳。ファン投票で65%の得票率を得た[17]。8回のトライを挙げ、最多トライ記録を更新[18]。

## チーム・オブ・ザ・チャンピオンシップ
各ポジション（背番号）ごとに優秀選手を選び、大会終了から11日後の2025年3月21日に、大会ベスト15となる「チーム・オブ・ザ・チャンピオンシップ（Team of the Championship）」として、以下の通り発表した。
1. アンドリュー・ポーター：アタッキング・ラックを99回成功させ、タックルは52回成功させた。
2. ダン・シーハン：イタリア戦でのハットトリック（3トライ）を含む、大会中に5回のトライをきめた。
3. ウィル・スチュアート：3番プロップで最も多く（3人）のディフェンダーを破り、コンタクトメーターは31mを記録。
4. マロ・イトジェ - 5回のターンオーバーを奪い、ブライアン・オドリスコルが持つ大会史上最多の53回に並ぶ。
5. ミケール・ギヤール - ボールキャリーの85%で、2人以上のタックルをかわした。
6. トム・カリー - 6回のターンオーバーと6回の印象的なタックルをきめた。
7. ジャック・モーガン - 合計88タックルで大会史上最多記録を達成。
8. グレゴリー・アルドリット - 1試合平均15.6回のキャリーと15.6回のディフェンスラック。これは240分以上プレーしたフォワードの中での最多記録。
9. アントワーヌ・デュポン - ケガのためプレー時間は237分にとどまったが、2トライを決め、大会最多の7トライアシスト。
10. フィン・スミス - 4回のトライアシストで、スタンドオフ最多。プレースキックの成功率は88％（14/16回）。
11. ルイ・ビエル＝ビアレ - 8トライで大会最多トライ記録を達成。2018年にジェイコブ・ストックデイルが持つ7トライの記録を破った。
12. トンマーゾ・メノンチェッロ - 6回のターンオーバーと、バックス最多の9タックル。ディフェンダーを破った回数は20回で、センターで首位となった。
13. ヒュー・ジョーンズ - 4トライ、キャリー52回、アタッキングラックを65回成功させた。いずれもセンターとして今大会最高記録。
14. トミー・フリーマン - 11番のルイ・ビエル＝ビアレに続き、すべての試合でトライを挙げた3人目の選手。
15. ブレア・キングホーン - 合計580ｍのゲインを行い、2014年大会でマイク・ブラウンが持つ記録を上回った。ラインブレイク9回、オフロード13回。

## 順位表
2025年3月10日現在。第2節と第3節の間、第3節と第4節の間は、2週間あく。他は1週ずつ実施する。
| 順位 | チーム         | 勝敗   | 勝敗 | 勝敗 | 勝敗 | 得点 | 得点 | 得点   | トライ | トライ   | ボーナスポイント （BP） | ボーナスポイント （BP） | ボーナスポイント （BP） | 勝ち点 (BPを含む) | 対戦相手 と スコア （青色 はアウェー戦、太字は勝利した試合） | 対戦相手 と スコア （青色 はアウェー戦、太字は勝利した試合） | 対戦相手 と スコア （青色 はアウェー戦、太字は勝利した試合） | 対戦相手 と スコア （青色 はアウェー戦、太字は勝利した試合） | 対戦相手 と スコア （青色 はアウェー戦、太字は勝利した試合） |
| 順位 | チーム         | 試合数 | 勝   | 分   | 負   | 得点 | 失点 | 得失点 | トライ | 被トライ | グランドスラム          | 4トライ以上             | 7点差以内の負け         | 勝ち点 (BPを含む) | 第1節                                                        | 第2節                                                        | 第3節                                                        | 第4節                                                        | 第5節                                                        |
| ---- | -------------- | ------ | ---- | ---- | ---- | ---- | ---- | ------ | ------ | -------- | ----------------------- | ----------------------- | ----------------------- | ----------------- | ------------------------------------------------------------ | ------------------------------------------------------------ | ------------------------------------------------------------ | ------------------------------------------------------------ | ------------------------------------------------------------ |
| 1    | フランス       | 5      | 4    | 0    | 1    | 218  | 93   | 125    | 30     | 11       | 0                       | 4                       | 1                       | 21                | 43-0                                                         | 25-26                                                        | 73-24                                                        | 42-27                                                        | 35-16                                                        |
| 2    | イングランド   | 5      | 4    | 0    | 1    | 179  | 105  | 74     | 25     | 15       | 0                       | 3                       | 1                       | 15                | 22-27                                                        | 26-25                                                        | 16-15                                                        | 47-24                                                        | 68-14                                                        |
| 3    | アイルランド   | 5      | 4    | 0    | 1    | 135  | 117  | 18     | 17     | 14       | 0                       | 3                       | 0                       | 19                | 27-22                                                        | 32-18                                                        | 27-18                                                        | 27-42                                                        | 22-17                                                        |
| 4    | スコットランド | 5      | 2    | 0    | 3    | 115  | 131  | -16    | 16     | 14       | 0                       | 2                       | 1                       | 11                | 31-19                                                        | 18-32                                                        | 15-16                                                        | 35-29                                                        | 16-35                                                        |
| 5    | イタリア       | 5      | 1    | 0    | 4    | 106  | 188  | -82    | 10     | 29       | 0                       | 0                       | 1                       | 5                 | 19-31                                                        | 22-15                                                        | 24-73                                                        | 24-47                                                        | 17-22                                                        |
| 6    | ウェールズ     | 5      | 0    | 0    | 5    | 76   | 195  | -119   | 10     | 25       | 0                       | 1                       | 2                       | 3                 | 0-43                                                         | 15-22                                                        | 18-27                                                        | 29-35                                                        | 14-68                                                        |

### 勝ち点の配分
出典:
- 勝利で4点、引き分けで2点。
- 「勝敗に関係なく4トライ以上獲得」もしくは「7点差以内での負け」で、ボーナスポイント(BP)1点付与（両方に該当する場合2点付与）。
- 全勝したチーム（グランドスラム）に、ボーナスポイント3点付与。これは、全勝しなくても首位になる逆転現象を防ぐ目的。
- 勝ち点が同点の場合の取り扱い
  - 勝ち点が同点の場合は、得失点差が少ないほうが上位。
  - 得失点差も同じ場合は、トライ数の多いほうが上位。
  - トライ数も同数の場合は同順位。1位が複数の場合の場合は同時優勝。

## 2国間トロフィー
- シックス・ネイションズでは、2国間で争われるトロフィー（Rivalry Trophies）がある[21]。勝利チームには、それぞれ特徴のある形のトロフィー（カップ）が授与される[22][23]。過去の対戦履歴は「シックス・ネイションズ#結果」を参照。
- スコットランドにとっては、5試合すべて、2国間トロフィーをかけた対戦である。
- 同点で試合が終了した場合は引き分けとなり、その年の勝者は不在となる。

| トロフィー | 上がホームチーム 下がアウエーチーム | 対戦日        | 勝利チーム     | スコア | 勝利チームの トロフィー勝敗数 | 備考          |
| --- | ----------------------------------- | ------------- | -------------- | ------ | ----------------------------- | ------------- |
| クッティッタ・カップ (英・伊)Cuttitta Cup                                                                                       | スコットランド · イタリア           | 2025年2月1日  | スコットランド | 31-19  | 3勝1敗                        | [ 24 ]        |
| ミレニアム・トロフィー (英)Millennium Trophy                                                                                    | アイルランド · イングランド         | 2025年2月1日  | アイルランド   | 27-22  | 17勝21敗                      | [ 25 ] [ 26 ] |
| センテナリー・クウェイク (英)Centenary Quaich                                                                                   | スコットランド · アイルランド       | 2025年2月9日  | アイルランド   | 32-18  | 22勝14敗1分                   | [ 27 ]        |
| カルカッタカップ (英)Calcutta Cup                                                                                               | イングランド · スコットランド       | 2025年2月22日 | イングランド   | 16-15  | 72勝44敗16分                  | [ 28 ] [ 29 ] |
| ジュゼッペ・ガリバルディ・トロフィー (英)Giuseppe Garibaldi Trophy (伊)Trofeo Giuseppe Garibaldi (仏)Trophée Giuseppe-Garibaldi | イタリア · フランス                 | 2025年2月23日 | フランス       | 73-24  | 16勝2敗1分                    | [ 30 ] [ 31 ] |
| ドッディ・ウィアーカップ (英)Doddie Weir Cup                                                                                    | スコットランド · ウェールズ         | 2025年3月9日  | スコットランド | 35-29  | 4勝4敗                        | [ 32 ]        |
| オールドアライアンストロフィー (英)Auld Alliance Trophy (仏)Trophée Auld Alliance                                               | フランス · スコットランド           | 2025年3月15日 | フランス       | 35-16  | 5勝3敗                        | [ 33 ]        |

## 試合結果
出典：

### Round 1
| 2025年1月31日 21:15 CET (UTC+1) CET+8=JST | (1 BP) フランス | 43-0                             | ウェールズ | スタッド・ド・フランス, サン＝ドニ,フランス 観客数: 77,752人 レフリー: ポール・ウィリアムズ（ニュージーランド） |
| 2025年1月31日 21:15 CET (UTC+1) CET+8=JST | T: アティソグベ(17', 33'), ビエル＝ビアレ(22', 40'), マルシャン(54'), ガイルレトン(67'), アルドリット(77') G: ラモス(18', 23', 34', 41') | タイムライン 選手リスト レポート |            | スタッド・ド・フランス, サン＝ドニ,フランス 観客数: 77,752人 レフリー: ポール・ウィリアムズ（ニュージーランド） |

- ウェールズはテストマッチ13連敗を喫した[34]。
- フランスがウェールズに対し無失点で勝利するのは、1998年4月5日ファイブ・ネイションズでの51対0以来、27年ぶり[35]。
- ウェールズの無得点は、2007年6月2日のオーストラリア戦での0対31以来、17年4か月ぶり[36]。

| 2025年2月1日 14:15 GMT (UTC+0) GMT+9=JST | スコットランド                                                                      | 31-19                            | イタリア                                                         | スコティッシュ・ガス・マレーフィールド・スタジアム, エディンバラ,スコットランド 観客数: 67,144人 レフリー: Karl Dickson（イングランド） |
| 2025年2月1日 14:15 GMT (UTC+0) GMT+9=JST | T: ダージ(03'), ジョーンズ(08', 60', 65'), ホワイト(28') G: ラッセル(04', 09', 61') | タイムライン 選手リスト レポート | T: ブレックス(45') G: アラン(46') PG: アラン(20', 23', 38', 43') | スコティッシュ・ガス・マレーフィールド・スタジアム, エディンバラ,スコットランド 観客数: 67,144人 レフリー: Karl Dickson（イングランド） |

- スコットランドは、イタリアとの2国間トロフィー「クッティッタ・カップ」を奪還した[24]。

| 2025年2月1日 16:45 GMT (UTC+0) | アイルランド | 27-22                            | イングランド                                                                             | アビバ・スタジアム, ダブリン,アイルランド 観客数: 51,700人 レフリー: ベン・オキーフ（ニュージーランド） |
| 2025年2月1日 16:45 GMT (UTC+0) | T: ギブソン＝パーク(34'), アキ(51'), バーン(63'), シーハン(71') G: クロウリー(64', 72') PG: プレンダーガスト(55') | タイムライン 選手リスト レポート | T: マーリー(08'), トム・カリー(75'), フリーマン(81') G: スミス(09', 81') PG: スミス(40') | アビバ・スタジアム, ダブリン,アイルランド 観客数: 51,700人 レフリー: ベン・オキーフ（ニュージーランド） |

- アイルランドは、イングランドとの2国間トロフィー「ミレニアム・トロフィー」を奪還した。

### Round 2
| 2025年2月8日 15:15 CET (UTC+1) | イタリア                                                                | 22-15                            | ウェールズ (1 BP)                        | スタディオ・オリンピコ・ディ・ローマ, ローマ,イタリア 観客数: 60,518人 レフリー: Matthew Carley（イングランド） |
| 2025年2月8日 15:15 CET (UTC+1) | T: カプオッツォ(19') G: アラン(20') PG: アラン(06', 28', 33', 60', 73') | タイムライン 選手リスト レポート | T: ウェインライト(68') PG: トーマス(16') | スタディオ・オリンピコ・ディ・ローマ, ローマ,イタリア 観客数: 60,518人 レフリー: Matthew Carley（イングランド） |

- ウェールズはテストマッチ14連敗。
- ウェールズのワールドラグビーランキングが11位から12位に落ち、2003年にランキングが設立されて以来の最低順位となった[37]。
- イタリアがウェールズに対して連勝するのは初めて[38]。
- 3日後の2月11日、ウェールズHCのウォーレン・ガットランドは退任を発表した[14]。

| 2025年2月8日 16:45 GMT (UTC+0) | (1 BP) イングランド                                                                                      | 26-25                            | フランス (1 BP)                                                                   | アリアンツ・スタジアム, トゥイッケナム,イングランド 観客数: 81,000人 レフリー: ニカ・アマシュケリ（ジョージア） |
| 2025年2月8日 16:45 GMT (UTC+0) | T: ローレンス(35'), フリーマン(57'), バクスター(69'), デイリー(78') G: M.スミス(35'), F.スミス(70', 79') | タイムライン 選手リスト レポート | T: ビエル＝ビアレ(29', 74'), プノー(60') G: ラモス(30', 75') PG: ラモス(49', 55') | アリアンツ・スタジアム, トゥイッケナム,イングランド 観客数: 81,000人 レフリー: ニカ・アマシュケリ（ジョージア） |

| 2025年2月9日 15:00 GMT (UTC+0) | スコットランド                                                                  | 18-32                            | アイルランド (1 BP) | スコティッシュ・ガス・マレーフィールド・スタジアム, エディンバラ,スコットランド 観客数: 67,144人 レフリー: James Doleman（ニュージーランド） |
| 2025年2月9日 15:00 GMT (UTC+0) | T: メルヴァ(40'), ホワイト(75') G: キングホーン(75') PG: キングホーン(42', 48') | タイムライン 選手リスト レポート | T: ナッシュ(07'), ドリス(30'), ロウ(53'), コナン(58') G: プレンダーガスト(22', 69') PG: プレンダーガスト(08', 31', 54') | スコティッシュ・ガス・マレーフィールド・スタジアム, エディンバラ,スコットランド 観客数: 67,144人 レフリー: James Doleman（ニュージーランド） |

- アイルランドは、スコットランドに対して11連勝となった[39]。
- アイルランドは、スコットランドとの2国間トロフィー「センテナリー・クウェイク」を8連覇した[27]。

### Round 3
| 2025年2月22日 14:15 GMT (UTC+0) | ウェールズ                                                                    | 18-27                            | アイルランド                                                                                           | プリンシパリティ・スタジアム, カーディフ,ウェールズ 観客数: 73,623人 レフリー: Christophe Ridley（イングランド） |
| 2025年2月22日 14:15 GMT (UTC+0) | T: モーガン(42'), ロジャース(42') G: アンスコム(43') PG: アンスコム(22', 34') | タイムライン 選手リスト レポート | T: コナン(06'), オズボーン(55') G: プレンダーガスト(07') PG: プレンダーガスト(20', 48', 66', 69', 77') | プリンシパリティ・スタジアム, カーディフ,ウェールズ 観客数: 73,623人 レフリー: Christophe Ridley（イングランド） |

- アイルランドは、イングランド・スコットランド・ウェールズに勝利して、14回目のトリプルクラウンを達成した[40]。

| 2025年2月22日 16:45 GMT (UTC+0) | イングランド                                                              | 16-15                            | スコットランド (1 BP)                            | アリアンツ・スタジアム, トゥイッケナム,イングランド 観客数: 81,912人 レフリー: Pierre Brousset（フランス） |
| 2025年2月22日 16:45 GMT (UTC+0) | T: フリーマン(08') G: M.スミス(08') PG: M.スミス(55', 66'), F.スミス(70') | タイムライン 選手リスト レポート | T: ホワイト(03'), ジョーンズ(18'), メルヴァ(78') | アリアンツ・スタジアム, トゥイッケナム,イングランド 観客数: 81,912人 レフリー: Pierre Brousset（フランス） |

- イングランドは、スコットランドとの2国間トロフィー「カルカッタカップ」を2020年以来5年ぶりに獲得した[28]。

| 2025年2月23日 16:00 CET (UTC+1) | イタリア                                                                                                  | 24-73                            | フランス (1 BP) | スタディオ・オリンピコ・ディ・ローマ, ローマ,イタリア 観客数: 65,766人 レフリー: Karl Dickson（イングランド） |
| 2025年2月23日 16:00 CET (UTC+1) | T: メノンチェッロ(10'), ブレックス(27'), ガルビシ(60') G: アラン(11', 28'), ガルビシ(60') PG: アラン(17') | タイムライン 選手リスト レポート | T: ギヤール(13'), モーヴァカ(20'), デュポン(23', 53'), ブドゥアン(29'), バレ(38', 64'), アルドリット(44'), ビエル＝ビアレ(49'), アティソグベ(75'), バラシ(79') G: ラモス(14', 21', 24', 30', 39', 45', 54', 65'), ルク(76') | スタディオ・オリンピコ・ディ・ローマ, ローマ,イタリア 観客数: 65,766人 レフリー: Karl Dickson（イングランド） |

- 「1試合（両チーム合計）14トライ」は、シックス・ネーションズでの最多記録12トライを更新した[41]。12トライは、1887年スコットランド(12T)対ウェールズ、2001年イングランド(10T)対イタリア(2T)、2015年イングランド(7T)対フランス(5T)。[42]
- フランスは、イタリアとの2国間トロフィー「ジュゼッペ・ガリバルディ・トロフィー」を獲得した。
- フランスはイタリアに対して、史上最高得点で勝利した[43]。

### Round 4
| 2025年3月8日 14:15 GMT (UTC+0) | アイルランド                                                                                                   | 27-42                          | フランス (1 BP) | アビバ・スタジアム, ダブリン,アイルランド 観客数: 51,700人 レフリー: アンガス・ガードナー（オーストラリア） |
| 2025年3月8日 14:15 GMT (UTC+0) | T: シーハン(42'), ヒーリー(77'), コナン(80') G: プレンダーガスト(43', 77', 80') PG: プレンダーガスト(34', 42') | タイムライン 選手一覧 レポート | T: ビエル＝ビアレ(20', 49'), ブドゥアン(46'), ジェグー(58'), プノー(74') G: ラモス(46', 50', 59', 74') PG: ラモス(35', 55', 67') | アビバ・スタジアム, ダブリン,アイルランド 観客数: 51,700人 レフリー: アンガス・ガードナー（オーストラリア） |

| 2025年3月8日 16:45 GMT (UTC+0) | (1 BP) スコットランド                                                                               | 35-29                          | ウェールズ (2 BP)                                                                                                  | スコティッシュ・ガス・マレーフィールド・スタジアム, エディンバラ,スコットランド 観客数: 67,144人 レフリー: Andrea Piardi（イタリア） |
| 2025年3月8日 16:45 GMT (UTC+0) | T: キングホーン(04', 47'), ジョーダン(10', 32'), グレアム(26') G: ラッセル(05', 11', 27', 33', 48') | タイムライン 選手一覧 レポート | T: マレー(23'), トーマス(60'), ウィリアムズ(67'), ルウェリン(83') G: エヴァンズ(61', 68', 83') PG: アンスコム(02') | スコティッシュ・ガス・マレーフィールド・スタジアム, エディンバラ,スコットランド 観客数: 67,144人 レフリー: Andrea Piardi（イタリア） |

- ウェールズは、テストマッチ16連敗。これは、イタリアの16連敗記録（2019年10月4日南アフリカ共和国戦[44]から2021年11月13日アルゼンチン戦[45]まで16連敗。翌週11月20日ウルグアイ戦で勝利[46]）と並ぶ。
- スコットランドは、ウェールズとの2国間トロフィー「ドッディ・ウィアーカップ」を3連覇した。

| 2025年3月9日 15:00 GMT (UTC+0) | (1 BP) イングランド | 47-24                          | イタリア | アリアンツ・スタジアム, トゥイッケナム,イングランド 観客数: 81,912人 レフリー: アンドリュー・ブライス（アイルランド） |
| 2025年3月9日 15:00 GMT (UTC+0) | T: ウィリス(03'), フリーマン(26'), スレイトホルム(34', 52'), M.スミス(43'), カリー(46'), アール(80') G: F.スミス(04', 27', 35', 44', 47', 52') | タイムライン 選手一覧 レポート | T: カプオッツォ(13'), ヴィンツェント(31'), メノンチェッロ(70') G: ガルビシ(14', 31', 71') PG: ガルビシ(38') | アリアンツ・スタジアム, トゥイッケナム,イングランド 観客数: 81,912人 レフリー: アンドリュー・ブライス（アイルランド） |

- イングランドのジェイミー・ジョージは、史上7番目のイングランド代表100キャップ選手となった[47]。

### Round 5
| 2025年3月15日 14:15 CET (UTC+1) | (1 BP) イタリア                                                     | 17-22                          | アイルランド (1 BP)                                          | スタディオ・オリンピコ・ディ・ローマ, ローマ,イタリア 観客数: 68,981人 レフリー: ルーク・ピアース（イングランド） |
| 2025年3月15日 14:15 CET (UTC+1) | T: イオアネ(11'), バーニー(62') G: アラン(32') PG: アラン(12', 64') | タイムライン 選手一覧 レポート | T: キーナン(23'), シーハン(39', 46', 57') G: クロウリー(23') | スタディオ・オリンピコ・ディ・ローマ, ローマ,イタリア 観客数: 68,981人 レフリー: ルーク・ピアース（イングランド） |

| 2025年3月15日 16:45 GMT (UTC+0) | ウェールズ                                                | 14-68                          | イングランド (1 BP) | プリンシパリティ・スタジアム, カーディフ,ウェールズ 観客数: 74,169人 レフリー: ニック・ベリー（オーストラリア） |
| 2025年3月15日 16:45 GMT (UTC+0) | T: トーマス(30', 76') G: アンスコム(31'), エヴァンズ(76') | タイムライン 選手一覧 レポート | T: イトジェ(02'), ローバック(09'), フリーマン(33'), カニンガムサウス(37', 81'), スチュアート(39'), ミッチェル(54'), ポロック(66', 78'), ヘイズ(69') G: F.スミス(02', 10', 34', 38', 55'), M.スミス(67', 69', 79', 82') | プリンシパリティ・スタジアム, カーディフ,ウェールズ 観客数: 74,169人 レフリー: ニック・ベリー（オーストラリア） |

- ウェールズは、テストマッチ17連敗となり、大会最多記録を更新した。

| 2025年3月15日 21:00 CET (UTC+1) | (1 BP) フランス                                                                                              | 35-16                          | スコットランド                                                | スタッド・ド・フランス, サン＝ドニ,フランス 観客数: 80,000人 レフリー: Matthew Carley（イングランド） |
| 2025年3月15日 21:00 CET (UTC+1) | T: モエファナ(17', 61'), ビエル＝ビアレ(42'), ラモス(56') G: ラモス(17', 43', 57') PG: ラモス(03', 25', 38') | タイムライン 選手一覧 レポート | T: グレアム(28') G: ラッセル(29') PG: ラッセル(20', 35', 50') | スタッド・ド・フランス, サン＝ドニ,フランス 観客数: 80,000人 レフリー: Matthew Carley（イングランド） |

- フランスが大会優勝。
- フランスのルイ・ビエル＝ビアレは、今大会で8回のトライを挙げ、最多トライ記録を更新。2018年大会でアイルランドのジェイコブ・ストックデイルが記録した7トライの記録を破った[18]。
- フランスはこの大会で計30トライを挙げ、シックス・ネイションズ大会での最多トライ数記録（2001年大会でのイングランド計29トライ[48]）を更新した[49]。

## 放送・配信
出典：
- 日本：WOWOW（放送・配信）[52]
- イングランド・スコットランド・北アイルランド：ITV、BBC
- ウェールズ：ITV、BBC、S4C
- アイルランド：RTE、Virgin Media
- フランス：France TV
- イタリア：Sky、RAI

| ヨーロッパ - スペイン：Telefonica - ジョージア：Georgian Rugby Union - ルーマニア：Digi - オランダ：Ziggo Sports - ポルトガル：Sport TV - ベルギー：Telenet - ブルガリア：A1 - チェコ共和国・スロバキア：Nova - エストニア・ラトビア・リトアニア：TV3 - マルタ：GO - デンマーク・ノルウェー・スウェーデン・フィンランド・アイスランド：Viaplay - ドイツ・オーストリア・スイス・リヒテンシュタイン・ルクセンブルク：MoreThanSports.TV | 日本以外のアジア - 各国（香港・台湾を含む。中国・北朝鮮は除く）：Premier Sports オセアニア - オーストラリア：Stan Sport - ニュージーランド：Sky - その他各国：Digicel アメリカ - カナダ：DAZN - アメリカ合衆国：Peacock - メキシコおよび 以南の中南米・南極大陸：ESPN Sur アフリカ - 各国：Supersport 中東（MENA） - イスラエル：Sport 5 - イスラエル以外：TOD TV |

### ドキュメンタリー
2025年1月29日から、Netflix（ネットフリックス）でインタビューを中心とした前年2024年大会のインタビュー構成ドキュメンタリー（第2シーズン）「シックス・ネーションズ イン・タッチ」を配信。2023年大会を描く第1シーズン「シックス・ネーションズ フルコンタクト」（全8回）は、前年2024年1月24日から配信済み。